# Barras de Color SMPTE

Interpretación de las barras de color SMPTE. Tenga en cuenta que debido a problemas técnicos, en particular la plena modulaciones I y Q, así como el "súper negro" en el PLUGE de la señal, las barras de color SMPTE verdad no puede ser transmitido como una simple imagen.

Las barras de color SMPTE son un tipo de patrón de prueba televisiva, y es más comúnmente utilizado en los países donde el estándar de vídeo NTSC es dominante, como los de América del Norte. La SMPTE se refiere a este patrón de prueba como Ingeniería Guía EG 1-1990. Los componentes de este modelo es un conocido estándar, por lo que comparando este patrón como se recibió a la norma conocida ofrece a los ingenieros de vídeo una indicación de cómo una señal de vídeo NTSC ha sido alterada por la grabación o transmisión, y por lo tanto la compensación que debe aplicarse a la señal para traerla de vuelta a su estado original. El patrón también se utiliza para el establecimiento de un monitor de televisión o el receptor para reproducir información de crominancia y luminancia NTSC correctamente. Originalmente concebido en 1970 por Al Goldberg de Laboratorios de CBS, y previamente clasificados por SMPTE como p. 1-1978, el desarrollo de este modelo de prueba fue galardonado con una Ingeniería Emmy en los años 2001-2002.
Una versión actualizada de las Barras de Color SMPTE, desarrollado por la Asociación Japonesa de la Industria de Radio y empresas como ARIB STD-B28 y estandarizado como SMPTE RP 219 hasta 2002, se utiliza para probar los 4 × 3 de definición estándar y de 16 × 9 de alta definición de vídeo señales.

## Usos

Las Barras de color SMPTE para Alta Definición.

En una Barra de Colores SMPTE, los dos primeros tercios de la imagen de televisión contienen siete barras verticales de 75% de intensidad. En orden de izquierda a derecha, los colores son gris, amarillo, cyan, verde, magenta, rojo y azul. Esta secuencia se ejecuta a través de los siete posibles combinaciones que se utilizan por lo menos uno de los tres componentes básicos de color verde, rojo y azul, con bicicleta azul dentro y fuera de entre todos los bares, en bicicleta de color rojo encendido y apagado cada dos bares, y verde en las cuatro barras de la izquierda y fuera de la derecha tres. Porque el verde aporta la mayor parte de la luminancia, seguido por el rojo, luego azul, esta secuencia de barras de lo que aparece en un monitor con forma de onda en el modo de luminosidad como de una escalera descendente de izquierda a derecha. La retícula de un vectorscopio está grabado con las cajas que muestran las regiones admisibles si las huellas de estos siete bares se supone que la caída si la señal está bien ajustada.